# Plesiocetus
Plesiocetus — рід вимерлих балаеноптерид, що зустрічаються у всьому світі. Він мав різнопланову таксономічну історію, оскільки служив родом кошика для сміття для кількох видів містицитів.

## Таксономія
Рід Plesiocetus був спочатку придуманий для трьох видів містицитів з неогенових морських родовищ поблизу Антверпена, Бельгія: P. garopii, P. hupschii та P. burtinii.
Три спочатку включені види Plesiocetus розійшлися своїми шляхами. P. garopii було визначено типовим видом роду, тоді як два інші були віднесені до Cetotherium. P. hupschii і P. burtinii пізніше були віднесені до Plesiocetopsis, який спочатку був створений як підрід Cetotherium. Пізніше ван Бенеден створив новий вид P. brialmontii на основі фрагментарних останків, відносячи Cetotherium dubius до Plesiocetus.
Систематика Plesiocetus до цього часу була заплутаною. Останні дослідження, показують, що Plesiocetus не має спільних ознак з Balaenoptera, за винятком спільних для балаеноптерид. Зі свого боку, P. burtinii було віднесено до Aglaocetus, а P. brialmontii було оголошено nomen dubium. Ці зміни залишають P. garopii типом і єдиним видом Plesiocetus.